# 강태식 (축구 선수)
강태식(1963년 3월 15일 ~ )은 대한민국의 전 축구 선수이다. 포항제철 아톰즈 (현 포항 스틸러스)에서 선수로 활동하였으며 1988 시즌 K리그 베스트 11에 선정되었다. K리그 통산(정규리그와 리그컵 포함) 100경기 출장, 3득점, 10도움의 기록을 남겼다.